# アンゲリカ・チホツカ
アンゲリカ・チホツカ（Angelika Cichocka、1988年3月15日 - ）は、中距離走を専門とするポーランドの陸上競技選手。ポモージェ県カルトゥジ出身。ツィホツカとも表記される。
国際舞台では長い間活躍することができなかったが、エチオピアでのトレーニングを積んで自国開催となった2014年の世界室内選手権にて800mで銀メダルを獲得した。

## 主な成績
| 年             | 大会                     | 開催地                     | 結果           | 種目           | 記録           |
| ポーランド代表 | ポーランド代表           | ポーランド代表             | ポーランド代表 | ポーランド代表 | ポーランド代表 |
| -------------- | ------------------------ | -------------------------- | -------------- | -------------- | -------------- |
| 2007           | ヨーロッパジュニア選手権 | オランダヘンゲロー         | 12位（予選）   | 800 m          | 2:07.83        |
| 2009           | ヨーロッパU23選手権      | リトアニアカウナス         | 8位            | 1500 m         | 4:17.41        |
| 2010           | 世界室内選手権           | カタールドーハ             | —              | 800 m          | 失格           |
| 2010           | ヨーロッパ選手権         | スペインバルセロナ         | 13位（予選）   | 800 m          | 2:01.17        |
| 2011           | ヨーロッパチーム選手権   | スウェーデンストックホルム | 7位            | 800 m          | 2:01.75        |
| 2012           | 世界室内選手権           | トルコイスタンブール       | 8位            | 1500 m         | 4:14.57        |
| 2012           | ヨーロッパ選手権         | フィンランドヘルシンキ     | 17位（予選）   | 1500 m         | 4:14.59        |
| 2013           | ヨーロッパ室内選手権     | スウェーデンイェーテボリ   | 8位（予選）    | 1500 m         | 4:14.00        |
| 2013           | フランス語圏競技大会     | フランスニース             | 6位            | 800 m          | 2:04.04        |
| 2013           | フランス語圏競技大会     | フランスニース             | 3位            | 1500 m         | 4:19.37        |
| 2014           | 世界室内選手権           | ポーランドソポト           | 2位            | 800 m          | 2:00:45        |